# Hermann Wendland
Hermann Wendland (n. 11 octombrie 1825, Hannover, Regatul Hanovra – d. 12 ianuarie 1903, Hannover, Reich-ul German) a fost un botanist și grădinar german.
El a fost o autoritate remarcată pentru familia de plante Arecaceae (palmieri), despre care a publicat o monografie majoră care a stat la baza clasificării moderne a familiei, inclusiv multe dintre denumirile generice utilizate în prezent.
Genul de palmier din America de Sud Wendlandiella poartă numele lui.